# Papás a la antigua
Papás a la antigua (título original en inglés: Old Dads) es una película de comedia estadounidense de 2023 dirigida por Bill Burr en su debut como director, quien produjo y coescribió con Ben Tishler. Está protagonizada por Bill Burr, Bobby Cannavale y Bokeem Woodbine.
En la cinta, después de vender su negocio, tres hombres se encuentran fuera de sintonía con el mundo moderno.
La película fue estrenada por Netflix el 20 de octubre de 2023.

## Reparto
- Bill Burr como Jack Kelly
- Bobby Cannavale como Connor Brody
- Bokeem Woodbine como Mike Richards
- Katie Aselton como Leah Kelly
- Reign Edwards como Britney
- Jackie Tohn como Cara Brody
- Miles Robbins como Aspen Bell
- Rachael Harris como Dr. Lois Schmieckel-Turner
- Dash McCloud como Nate Kelly
- Justin Miles como Travis Romine
- C. Thomas Howell como Ed Cameron
- Bruce Dern como Richie Jacobs
- Dominic Grey Gonzalez como Colin Brody
- Natasha Leggero como Kelly
- Katrina Bowden como Joanna
- Angela Gulner como Mimi
- Josh Brener como Dana
- Erin Wu como Diamelle
- Carl Tart como Brian Dodson
- Rick Glassman como Hunter Lewis
- Abbie Cobb como Judy
- Tom Allen como Scooter
- Rory Scovel como Terrance Huffy-Schwinn
- Steph Tolev como Steph
- Paul Walter Hauser como Tracy

## Producción
El guion especulativo de Old Dads se anotó en 2020. En marzo de 2022, se anunció que Bill Burr coescribiría, dirigiría y protagonizaría un proyecto llamado Old Dads para Miramax y la propia productora de Burr, All Things Comedy. Se anunció que aparecerían junto a Burr Bobby Cannavale y Bokeem Woodbine.
El guion fue coescrito por Ben Tishler, quien también produce junto a Burr, Bill Block, Monica Levinson y Mike Bertolina. En marzo de 2022, se informó que Katie Aselton interpretaría a Leah, la esposa de Burr. Ese mismo mes, Reign Edwards se agregó al elenco como Britney, la novia de Woodbine.
La fotografía principal comenzó en Los Ángeles el 2 de marzo de 2022 y se reveló que se unieron al elenco Jackie Tohn, Miles Robbins, Rachael Harris, Dash McCloud, Justin Miles, Natasha Leggero, Katrina Bowden, Josh Brener y Rory Scovel. The Hollywood Reporter describió la película como "semi-autobiográfica", quien entrevistó a Burr en su tráiler en el set en abril de 2022, y que el guion se inspiró en que Burr y Tishler experimentaron la paternidad relativamente tarde en la vida. Bertolina fue citada llamándola "el stand-up de Bill en forma narrativa".

## Estreno
Old Dads fue estrenada por Netflix el 20 de octubre de 2023.

## Recepción
Old Dads recibió en general reseñas mixtas a negativas de parte de la crítica y la audiencia. En el sitio web especializado Rotten Tomatoes, la película posee una aprobación de 28%, basada en 43 reseñas, con una calificación de 4.6/10, y con un consenso crítico que dice: "Con Old Dads, Bill Burr muestra signos de promesa como cineasta, pero en gran medida quedan amortiguados por la dependencia de su guión, irregularmente divertido, de chistes trillados sobre divisiones generacionales." De parte de la audiencia tiene una aprobación de 86%, basada en más de 1000 votos, con una calificación de 4.3/5.
El sitio web Metacritic le dio a la película una puntuación de 42 de 100, basada en 14 reseñas, indicando "reseñas mixtas o promedio". En el sitio IMDb los usuarios le asignaron una calificación de 6.2/10, sobre la base de más de 29 000 votos, mientras que en la página web FilmAffinity la cinta tiene una calificación de 4.9/10, basada en 565 votos.